# Aloe subacutissima
Aloe subacutissima é uma espécie de liliopsida do gênero Aloe, pertencente à família Asphodelaceae.